# Christer Bonde
Christer Bonde, född den 12 december 1621 på Esplunda, död den 9 maj 1659 i Göteborg, var en svensk friherre, landshövding, och riksråd.

## Biografi
Christer Bonde var son till Karl Bonde och bror till Gustav Bonde. Han tillhörde den svenska Bondeätten.
Efter studier i Uppsala och i utlandet, bland annat i Oxford och Leiden, blev Bonde 1641 assessor i bergsamtet och sin fars biträde.
År 1644 blev han tillförordnad landshövding i Nora län och året därpå blev han ordinarie. När Nora län införlivades med Örebro län 1648, blev han landshövding där. Vid 1652 års riksdag var han lantmarskalk och blev 1653 riksråd. Vid fadern Carl Bondes död fick han ärva delar av Laihela friherrskap i Österbotten, som därefter kallades Malax friherrskap. Det var egentligen mot reglerna att inte låta äldste sonen ärva hela förläningen, men brodern Gustav ärvde enbart Laihela socken. Christer Bonde innehade dessutom poster inom Kommerskollegium, där han blev assessor 1653, och kommerseråd 1655.
Bonde var en av upphovsmännen till reduktionen av godsen på förbjudna orter, men ogillade den egentliga fjärdepartsräfsten. 1655–56 var Bonde svenskt sändebud i England men lyckades inte förmå Oliver Cromwell att stödja Sverige i kriget mot Republiken Förenade Nederländerna, då även denne fruktade ett oinskränkt svenskt herravälde över Östersjön.
År 1656 blev Bonde president i Kommerskollegium och sändes 1658 på en inspektionsresa till de nyvunna skånska provinserna, om vilkas handel och andra näringar Bonde angav en intressant rapport, som finns tryckt i Handlingar rörande Skandinaviens historia (1818).

### Familj
Bonde gifte sig första gången 13 augusti 1643 på Örebro slott med sin styvmoders systerdotter friherrinnan Ebba Leijonhufvud (1622–1651), dotter till landshövdingen friherre Gustaf Leijonhufvud i Örebro län och Catharina Sparre. De fick tillsammans barnen Gustaf Bonde (1644–1656), Carl Bonde (1645–1645) och Beata Bonde (1647–1694) som var gift med landshövdingen friherre Axel Rosenhane i Nylands och Tavastehus län.
Han gifte sig andra gången 17 december 1654 i Stockholm med drottning Christinas hovjungfru Elsa Cruus af Edeby (1631–1716), dotter till landshövdingen Jesper Cruus af Edeby i Kalmar län och Ingeborg Ryning. De fick tillsammans barnen lagmannen Christer Bonde (1655–1712) i Värmlands lagsaga, kaptenen Carl Bonde (1656–1689) vid engelska flottan, Ingeborg Bonde (1657–1669) och Ebba Catharina Bonde (1658–1663).